# Serviço Secreto dos Estados Unidos

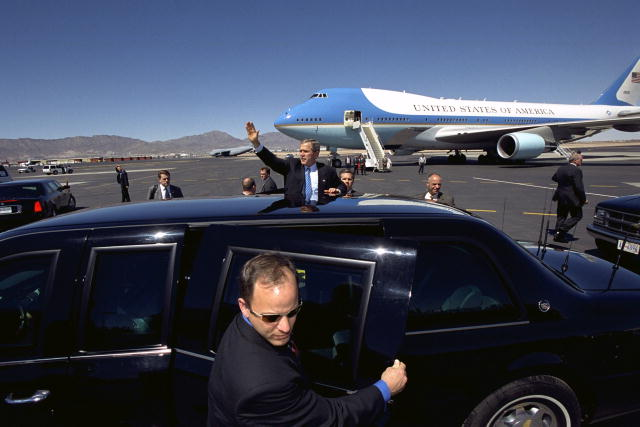
Agentes do Serviço Secreto fazendo a proteção do presidente George W. Bush, em 2002, enquanto ele entrava num dos seus veículos oficiais.

United States Secret Service (USSS - em português: Serviço Secreto dos Estados Unidos), ou simplesmente Secret Service, é uma agência federal dos Estados Unidos de reforço à lei sob o Departamento de Segurança Interna dos Estados Unidos (United States Department of Homeland Security, em inglês). Até 2003, o Serviço Secreto fazia parte do Departamento do Tesouro dos Estados Unidos (em inglês:  United States Department of the Treasury).
As principais áreas de jurisdição do USSS  é:
- Crime Financeiros, com missões de prevenção e investigação a falsificação da moeda estadunidense, títulos do Tesouro e fraude.
- Proteção do Presidente com 44 agentes do Serviço Secreto, Vice-presidente e suas famílias; ex-membros do governo federal; além dos candidatos às eleições presidenciais; chefes de Estado estrangeiros de visita ao país; e embaixadas.

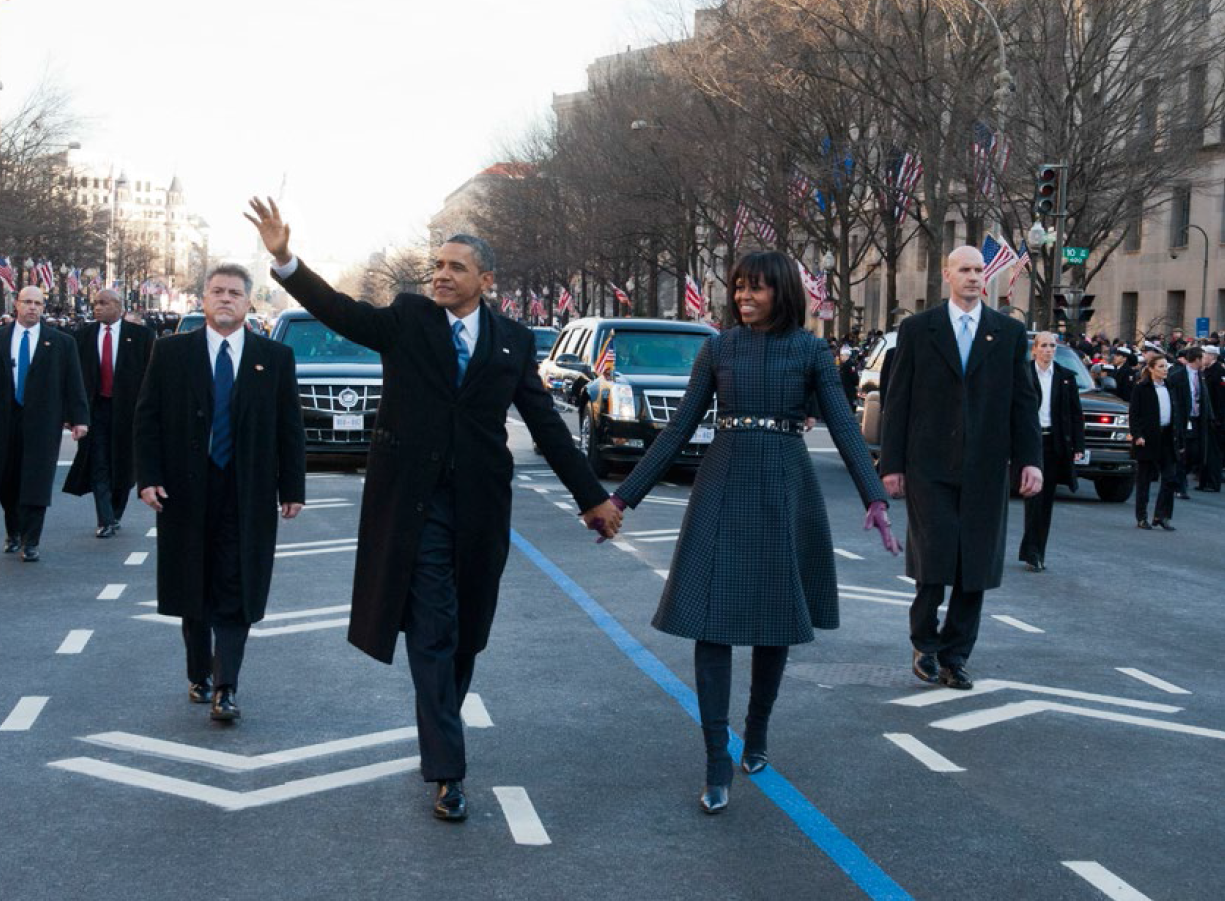
Agentes protegendo o presidente Obama e sua esposa durante uma aparição pública, em 2013.

## Diretores
1. William P. Wood (1865 - 1869)
2. Herman C. Whitley (1869 - 1874)
3. Elmer Washburn (1874 - 1876)
4. James Brooks (1876 - 1888)
5. John S. Bell (1888 - 1890)
6. A.L. Drummond (1891 - 1894)
7. William P. Hazen (1894 - 1898)
8. John E. Wilkie (1898 - 1911)
9. William J. Flynn (1912 - 1917)
10. William H. Moran (1917 - 1936)
11. Frank J. Wilson (1937 - 1946)
12. James J. Maloney (1946 - 1948)
13. U.E. Baughman (1948 - 1961)
14. James J. Rowley (1961 - 1973)
15. H. Stuart Knight (1973 - 1981)
16. John R. Simpson (1981 - 1992)
17. John W. Magaw (1992 - 1993)
18. Eljay B. Bowron(1993 - 1997)
19. Lewis C. Merletti (1997 - 1999)
20. Brian L. Stafford (1999 - 2003)
21. W. Ralph Basham (2003 - 2006)
22. Mark Sullivan (2006 - 26 de março de 2013)
23. Julia A. Pierson (27 de março de 2013 - 1 de outubro de 2014)[2]
24. Joseph Clancy (1 de outubro de 2014 - 4 de março de 2017)
25. Randolph Alles (25 de abril de 2017 - 1 de maio de 2020)
26. James M. Murray (1 de maio de 2020 - 17 de setembro de 2022)
27. Kimberly Cheatle (17 de setembro de 2022 - 23 de julho de 2024)